# Filtlav
Filtlav (Peltigera canina) är en lavart som först beskrevs av L., och fick sitt nu gällande namn av Carl Ludwig von Willdenow. Filtlav ingår i släktet Peltigera och familjen Peltigeraceae.  Arten är reproducerande i Sverige. Inga underarter finns listade i Catalogue of Life.
I den svenska databasen Dyntaxa används istället namnet Peltigera lepidophora för samma taxon.  Arten är reproducerande i Sverige.

## Bildgalleri

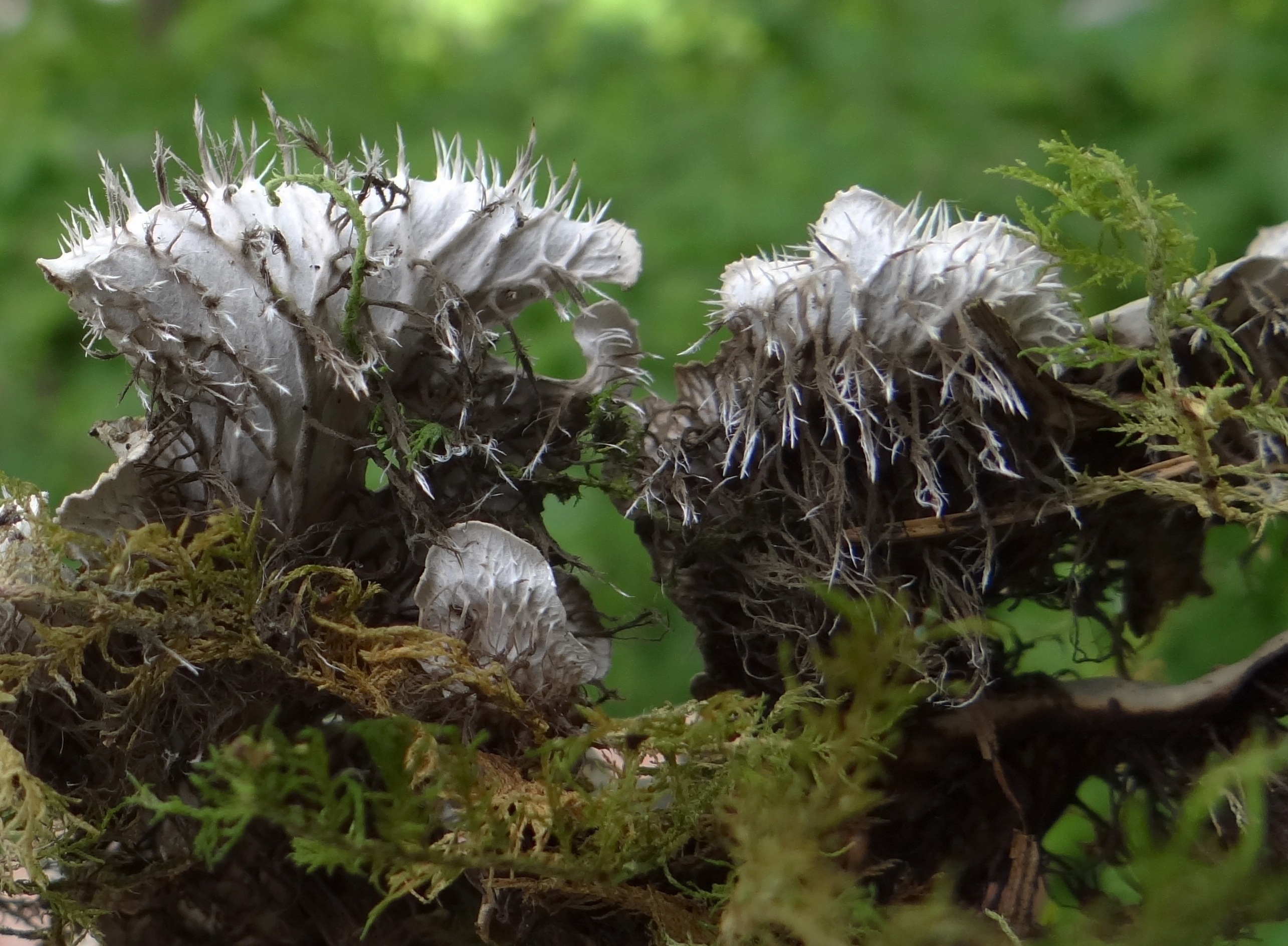